# Батынков, Константин Александрович
Константин Александрович Батынков (13 июня 1959, Севастополь) — российский художник, живописец и график.

## Биография
Константин Александрович Батынков родился в 1959 году в Севастополе, в том же году переехал с семьей в Москву. Окончил в Москве среднюю художественную школу № 50. Получив начальное художественное образование, он развивал свои художественные навыки, обучаясь в частных студиях Москвы и на стипендии Сен-Анри во Франции. Он является членом Международного Союза художников (IFA). С 1985 года член творческой группы «Митьки». С 1997 по 2001 год выставочная деятельность проходила совместно с Н. Полисским и С. Лобановым.
Батынков — автор нескольких десятков персональных выставок и проектов, участник и организатор множества групповых, с 2004 года курирует галерею журнала «Эксперт». Художник с одинаковым успехом работает в разных медиа — от графики до фотографии. В 2003 году его работы были награждены 2-й премией, а в 2005 — Гран-при Красноярской музейной биеннале. В 2004 году Батынков получил Специальный приз 1-й независимой премии по современному искусству «Мастер» в разделе «графика», в том же году номинировался на Национальную премию в области современного искусства «Чёрный квадрат».
В 2011 году открылся персональный Музей-квартира в Москве.
В России представлен Крокин галереей и галереей pop/off/art.

## Работы находятся в собраниях
- Государственная Третьяковская галерея, Москва.
- Государственный центр современного искусства, Москва.
- Московский музей современного искусства, Москва.
- Музей ART4.RU, Москва.
- Новый музей, Санкт-Петербург.
- Иркутский областной художественный музей им. В. П. Сукачёва, Иркутск.
- Красноярский художественный музей им. В. И. Сурикова, Красноярск.
- Новосибирский государственный художественный музей, Новосибирск.
- Пензенская областная картинная галерея им. К. А. Савицкого, Пенза.
- Пермская государственная художественная галерея, Пермь.
- Саратовский художественный музей им. А. Н. Радищева, Саратов.
- Частные коллекции.

## Персональные выставки
- 2019 — «Всюду жизнь». Крокин галерея и Российская Академия художеств, Москва.
- 2018 — «АУТ». Крокин галерея, Москва.
- 2017 — «Картография». Крокин галерея, Москва.
- 2017 — «Vedute». Галерея «Pop/off/art», Москва.
- 2016 — «Дорога». Крокин галерея, Москва.
- 2016 — «Виды». Музей Москвы, Крокин галерея, Галерея «Pop/off/art», Москва.
- 2016 — «Сирия», галерея Открытый клуб. Москва.
- 2015 — «Сын полка». Крокин галерея, Государственный Институт Искусствознания, Москва.
- 2015 — «PROКОСМОС». Московский планетарий, Крокин галерея, Москва.
- 2015 — «Кремль». Крокин галерея, Москва.
- 2014 — «Art Vilnius». Стенд Крокин галереи, Вильнюс, Литва.
- 2014 — «Вид из окна». Крокин галерея, Москва.
- 2014 — «Пуля в голове». Галерея «Pop/off/art», Москва.
- 2013 — «На рейде». Крокин галерея, Москва.
- 2013 — «Дети». Крокин галерея, Москва.
- 2013 — «Закрытое сообщество». Галерея «Pop/off/art», Берлин.
- 2012 — «Цирк». Крокин галерея, Москва.
- 2012 — «Морской бой». Открытый клуб, Москва.
- 2011 — «Натюрморты». Крокин галерея, Москва[1].
- 2009 — «Другая жизнь». Московский музей современного искусства, Крокин галерея, Москва.
- 2009 — «Весёлые картинки». Галерея «Pop/off/art», Москва.
- 2009 — «Дали». Крокин галерея, Москва.
- 2008 — «Чёрный лес». Галерея Karenina, Вена, Австрия.
- 2008 — «Графика». Галерея Семёнова, Санкт-Петербург.
- 2008 — «Другая жизнь». Музей Врубеля, Омск.
- 2008 — «Москва». Крокин галерея, Москва.
- 2007 — «Лес». Крокин галерея, Москва.
- 2006 — «Гол». Центральный дом художника, Москва[2].
- 2006 — «Графика». Галерея Karenina, Вена, Австрия.
- 2006 — «Городок». VP Studio, Москва.
- 2006 — «Другая жизнь». Красноярский музейный центр, Красноярск.
- 2006 — «Рыцарский романс». Галерея Pop/Off/Art, Москва.
- 2006 — «Дети». Крокин галерея, Москва.
- 2005 — «Марины». VP Studio, Москва.
- 2005 — «Роботы». Галерея С.АРТ, Москва.
- 2005 — «Бегущие по волнам». Крокин галерея, Москва.
- 2005 — «О войне». Крокин галерея, Москва.
- 2004 — «НЛО». Галерея «Сэм Брук», Москва.
- 2004 — «Курорт». ATV-Gallery, Москва.
- 2004 — «Проект Культ-Просвет». Крокин галерея, Крокус Экспо, Москва.
- 2004 — «Бульдозеры». Крокин галерея, Москва.
- 2004 — «Другая жизнь». Крокин галерея, Москва.
- 2003 — «Свой-Чужой». Крокин галерея, Москва.
- 2002 — Арт-фестиваль «Мелиорация». (персональный стенд). Клязьминское водохранилище, Москва.
- 2002 — «Евро». Музей имени А. Сахарова, Москва.
- 2002 — «Морской бой». Галерея С.АРТ Москва, Творческий центр «Митьки-Вхутемас». Санкт-Петербург.
- 2002 — «Пресс-формат». Галерея «Сэм Брук», Москва.
- 2002 — «Внешний Тибет». Крокин галерея, Москва.

## Групповые выставки
- 2016 — «Русский космос». Мультимедиа Арт Музей. Москва
- 2016 — «Игрушка». Крокин галерея. Москва
- 2015 — «Победа как новый эпос». Крокин галерея. Российская Академия Художеств. Москва
- 2015 — «МИНИZOO». Крокин галерея. Москва
- 2015 — «Клоуны». Крокин галерея. Москва
- 2014 — «Zoo». Крокин галерея, Зоологический музей (МГУ), Москва
- 2013 — «Небосклон». Московский планетарий, Крокин галерея, Москва.
- 2012 — «Цирк». Крокин галерея. Москва
- 2012 — «Только искусство». Крокин галерея. Москва
- 2012 — «Скажи-ка, дядя…». Крокин галерея. Москва
- 2011 — «Натюрморты». Крокин галерея. Москва
- 2011 — «Киты сезона 7». Крокин галерея. Москва
- 2011 — «Земля. Космос. Гагарин». Крокин галерея.Москва
- 2010 — «Арт-Москва». Стенд Крокин галереи. ЦДХ. Москва. Россия
- 2010 — «COSMOSCOW». Стенд Крокин галереи. Выставочный Центр «Красный Октябрь». Москва. Россия
- 2009 — «Арт-Москва». Стенд Крокин галереи. ЦДХ. Москва. Россия
- 2008 — «Sotheby’s». Лондон. Великобритания.
- 2008 — «Московские новости». ГЦСИ. Ижевск. Россия
- 2008 — «Меандр». Стенд Крокин галереи. Курорт Пирогово. Московская область. Россия
- 2008 — «Арт-Москва». Стенд Крокин галереи. ЦДХ. Москва. Россия
- 2007 — «Mail Art». Центральный музей связи им. А. С. Попова. Санкт-Петербург. Россия
- 2007 — «Чертёж Сибири». VII Красноярская музейная биеннале. Диплом за артистизм.
- 2007 — «Россия — родина слонов». Галерея Pop/Off/Art. Москва. Россия
- 2007 — «Рождественская открытка». VP Studio. Москва. Россия
- 2007 — «Родина-Мать». Зверевский Центр современного искусства. Москва. Россия
- 2007 — «Окрестности пейзажа». Зверевский Центр современного искусства. Москва. Россия
- 2007 — «Новый ангеларий». Московский музей современного искусства. Россия
- 2007 — «Киты Сезона 3». Крокин галерея. Москва. Россия
- 2007 — «Барокко». Московский музей современного искусства. Крокин галерея. Москва. Россия
- 2007 — «Арт-Москва». Стенд Крокин галереи. ЦДХ. Москва. Россия
- 2006 — «Проект — Культ — Просвет». Millionaire Fair. Стенд КСК «Отрада». Куратор Крокин галерея. Крокус Экспо. Москва. Россия
- 2006 — «Новый русский авангард». Издательский Дом Бурда. Мюнхен. Германия
- 2006 — «Натюрморт. Игры с контекстом». Крокин галерея. Москва. Россия
- 2006 — «Гидролиз». Красноярский музейный центр. Россия
- 2006 — «Выбор». Московский международный форум художественных инициатив. Новый Манеж. Россия
- 2006 — «Арт-Москва». Стенд Крокин галереи. ЦДХ. Москва. Россия
- 2006 — «Аллеи культуры. Лужайка отдыха». Галерея Ковчег. Москва. Россия
- 2005 — «Millionaire Fair». Стенд Крокин галереи. Крокус Экспо. Москва. Россия
- 2005 — «Черно — Белый Проект». Крокин галерея совместно с галереей «Марины Гисич». Санкт — Петербург. Россия
- 2005 — «Хочешь посмотреть мир — стань солдатом». VI Красноярская Биеннале современного искусства. Россия
- 2005 — «Тсу-Сима». Галерея «С’АРТ». Москва. Россия
- 2005 — «Проект Победа. Монументы». Крокин галерея. Москва. Россия
- 2005 — «Охотники за привидениями». Пражская биенналле современного искусства. Чехия
- 2005 — «Мы». Московский международный форум художественных инициатив. Новый Манеж. Россия
- 2005 — «Кинокартины». Галерея Pop/off/art. Москва. Россия
- 2005 — «Барбизона». Галерея Ru.Arts. Москва. Россия
- 2005 — «Арт-Москва». Стенд Крокин галереи. ЦДХ. Москва. Россия
- 2004 — Форум художественных инициатив. Новый Манеж. Москва. Россия
- 2004 — «San Francisco International Art Exposition». Стенд Крокин галереи. Сан-Франциско. США
- 2004 — «Мой Набоков». Stella gallery. Москва. Россия
- 2004 — «Митьки на Брестской». Москва. Россия
- 2004 — «Арт-Москва». Стенд Крокин галереи. ЦДХ. Москва. Россия
- 2004 — «Арт Клязьма». Московская область. Россия
- 2003 — «Школа». Крокин галерея в рамках проекта «Архивация Современности». Москва. Россия
- 2003 -«Art Chicago». Стенд Крокин галереи. Сан-Франциско. США
- 1994—1996 — Проект Ассоциации «Le Bivouac des Artistes». Франция. Аргентина. Нигер
- 1994—1996 — 11-й Фестиваль Франкофонии. Лимож. Франция.
- 1991 — Стажировка в Ассоциации «Сент-Анри». Тулуз. Франция
- 1990 — «Лабиринт» «Эйдос». Митьки в Москве. Московский Дворец Молодёжи. Москва. СССР